# Eric Lock
Pour les articles homonymes, voir Lock.
Eric Jean Marie Lock, né le 19 avril 1919 à Bayston Hill et mort au combat le 3 août 1941, est un pilote de chasse britannique.